# Pink Palace

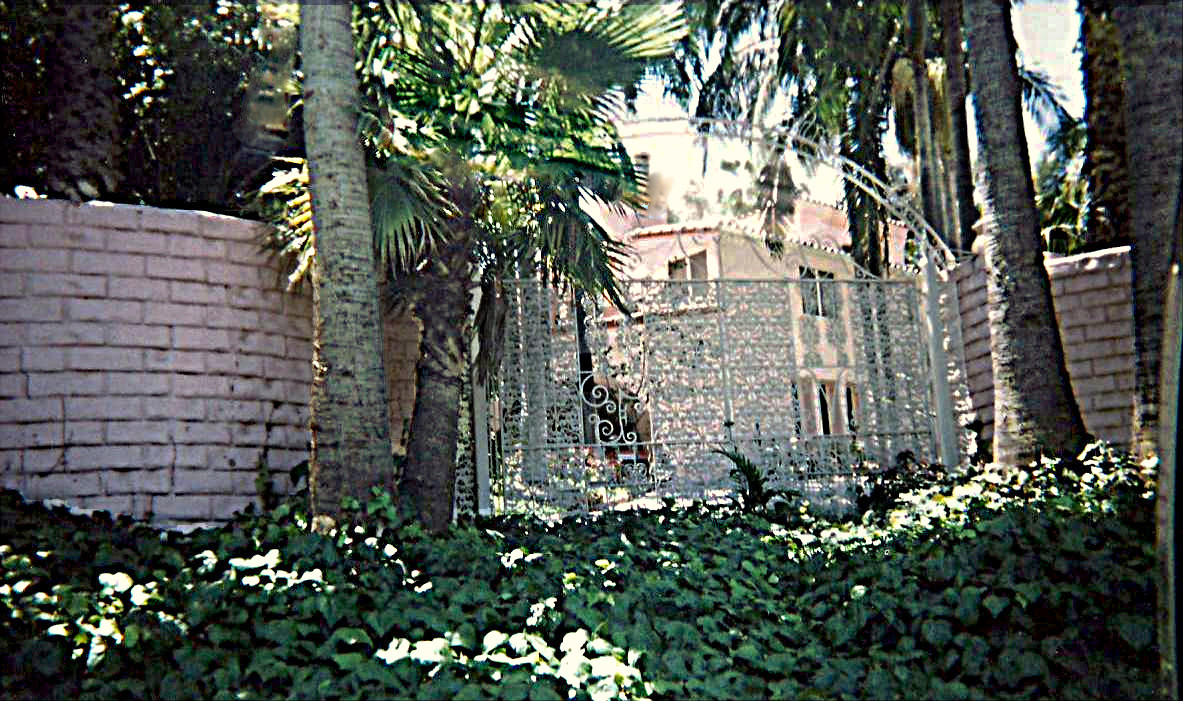
Blick auf die Einfahrt des Pink Palace 1997

Pink Palace (dt. ‚Rosafarbener Palast‘) war die Bezeichnung eines Anwesens in Los Angeles, gelegen am Sunset Boulevard im vornehmen Stadtteil Holmby Hills. Berühmt wurde die Villa für ihre zahlreichen prominenten Bewohner, darunter die Schauspielerin Jayne Mansfield, die dem Anwesen auch seinen Spitznamen Pink Palace gab. Das Haus wurde 2002 abgerissen.

## Geschichte
Die Villa wurde 1929 am 10100 Sunset Boulevard im mediterranen Baustil errichtet, der Architekt war G. C. McAllister. Das Haus hatte auf über 900 m² 40 Zimmer, darunter sieben Schlafzimmer, acht Badezimmer, eine Bar, eine Bibliothek sowie einen Weinkeller. Ein separates Gästehaus befand sich ebenfalls auf dem Grundstück. Erster Besitzer war der Entertainer Rudy Vallée.
Nach ihm erwarb die Schauspielerin und „Sexbombe“ Jayne Mansfield zusammen mit ihrem späteren zweiten Ehemann Mickey Hargitay die Villa 1957 für 76.000 Dollar. Mansfield ließ umfangreiche Renovierungsarbeiten durchführen: sie ließ das Haus pink streichen und in einem der Badezimmer eine herzförmige Badewanne einbauen sowie den ganzen Raum komplett mit rosa Kunstpelz auskleiden. Sie baute auch einen herzförmigen Kamin ein und ließ an der Einfahrt ein schmiedeeisernes Tor mit den Initialen J und M anbringen. Ebenso legte sie einen Springbrunnen an, durch den bei Feierlichkeiten rosa Champagner gepumpt wurde. Besonderes Aufsehen erregte der Swimmingpool, den Hargitay für Mansfield entwarf: es war ein herzförmiger Pool, auf dessen Boden Hargitay in goldenen Mosaik I love you Jaynie (dt. ‚Ich liebe dich, Jaynie‘) schreiben ließ. Das Anwesen wurde ein beliebter Treffpunkt der Hollywood-Prominenz und galt als Wahrzeichen von Hollywood. Auch in der Boulevardpresse wurde es thematisiert, so etwa in einer Fotoserie im Life Magazine 1960.
Nach Mansfields Tod 1967 wechselte das Anwesen mehrfach den Besitzer: unter anderem bewohnten Ringo Starr, Mama Cass Elliot und zuletzt Engelbert Humperdinck die Villa. Starr soll mehrfach vergeblich versucht haben, die pinkfarbenen Wände weiß zu überstreichen, die alte Farbe schien jedoch immer wieder durch. Humperdinck verkaufte das gesamte Anwesen an eine Spekulationsfirma, die es am 9. November 2002 abreißen ließ.

## Zitate
„Jaynes Pink Palace wurde ein zentraler Gegenstand, das Gespräch von Hollywood. [...] Show-Leute von nah und fern waren auf die königliche Beute neidisch. ‚Es gab Terrassen, Blumen, Statuen wie im alten Rom und ein wundervolles kleines Badehaus aus Glas‘, sagte Mickey [Hargitay] stolz. ‚Das Haus hatte Charakter‘“